# Übergehen von Ladung

Durch das Übergehen von Ladung entfernt sich der Angriffsschwerpunkt der hydrostatischen Auftriebskraft CB von der Hochachse des Schiffes, was Krängungsmomente zur Folge hat. Je tiefer der Schiffsschwerpunkt CG (mit oder ohne Schiffsladung) auf der Hochachse liegt, desto weniger kann es vom Übergehen von Ladung beeinträchtigt werden, desto vorteilhafter ist das mechanische Stabilitätsverhalten des Schiffes. Je höher CG auf der Hochachse liegt, desto leichter kann das Schiff beim Übergehen von Ladung in Schieflage geraten.

Vom Übergehen von Ladung wird in der Seefahrt gesprochen, wenn es aufgrund von äußeren Einwirkungen auf die Ladung von Schiffen zu einer Verlagerung der Ladung in Querschiffsrichtung kommt. Besonders davon betroffen sind Schüttgüter.
Durch Übergehen von Ladung treten Krängungsmomente auf, die eine Minderung, im ungünstigsten Fall den vollständigen Verlust der Stabilität des betreffenden Schiffes zur Folge haben kann. Infolgedessen kann es zum Kentern kommen. Äußere Einwirkungen, die zu einem Übergehen der Ladung führen können, sind Rollschwingungen im Seegang oder große Krängung aufgrund von Winddruck oder Ruderwirkung.
Um das Übergehen von Ladung zu verhindern, und damit Besatzung, Schiff und Ladung zu schützen, ist eine ausreichende Sicherung der Ladung erforderlich.